# Saki Hasemi
Saki Hasemi [長谷見 沙貴 Hasemi Saki, 25 de octubre de (?), en Chiba] Es un escritor de manga y anime japonés.
Es conocido por su trabajo en colaboración con Kentaro Yabuki en To Love-Ru, un manga publicado en la Weekly Shonen Jump, el cual fue adaptado en una emisión de anime de entre el 3 de abril y el 25 de septiembre de 2008. Antes de esta serie, Saki se hizo cargo de las ilustraciones de varios videojuegos y en animes, como Ojamajo Doremi o Black Cat, esta última es un manga creado por Kentaro Yabuki.

## Trabajos
Videojuegos:
- Little Buster Q
- Ojamajo Doremi

Anime:
- Pinky Street.
- Sugar Sugar Rune - Escritor de Episodios 12, 21, y 36.
- Black Cat - Escritor de episodios 3, 4, 5, 9, 13, 14, y 19.
- Demashita! Powerpuff Girls Z - Escritor de episodios 2, 12, 23, 25, y 41.
- Moetan.

Manga:
- To Love-Ru - Historia, creador original.
- To Love-Ru Darkness - Historia, creador original.